# Echenais mellita
Echenais mellita är en fjärilsart som beskrevs av Otto Thieme 1907. Echenais mellita ingår i släktet Echenais och familjen Riodinidae. Inga underarter finns listade i Catalogue of Life.